# Astragalus applegatei
Espèce
Astragalus applegatei est une espèce de plantes à fleurs de la famille des Fabaceae. C'est une plante herbacée originaire des États-Unis.

## Description
Cette astragale est une plante herbacée pérenne.

## Répartition et habitat
Elle vit aux États-Unis, en Oregon.